# Tinissa insularia
Tinissa insularia är en fjärilsart som beskrevs av Robinson 1976. Tinissa insularia ingår i släktet Tinissa och familjen äkta malar. Inga underarter finns listade i Catalogue of Life.